# Mayoko
Mayoko est un petit village de la République du Congo, chef-lieu du district homonyme, situé dans la région du Niari, marquée par de nombreux gisements de minerais d'où la présence de deux sociétés d'exploitation du minerai de fer.

## Données géographiques
- Latitude / Longitude: -2.28,12.81

Voir ce site pour plus de détails.

## Richesses
- gisements de fer
- mine d’or,
- nickel, cobalt, chrome, diamant, corindon

## Divers
Personnalité liée à la commune : Pascal Lissouba, premier président élu au suffrage universel direct.
Le 30 juin 2019, entre en gare de Ngondji, petite bourgade située à 18 km de la ville de Pointe-Noire, un train minéralier appartenant à la société Sapro SA, propriété de l'homme d'affaires Paul Obambi. Ce train en provenance de Mayoko, transportait du minerai de fer,.
Les freins défectueux du train ont provoqué la collision avec un autre train circulant en sens inverse, et transportant des conteneurs.
Le bilan est de 16 morts et 25 blessés.